# Chang Hao
Det här är en artikel om en person med kinesiskt personnamn; Chang är familjenamnet.
Chang Hao (kinesiska: 常昊), född 28 april 1997, är en kinesisk konstsimmare.

## Karriär
I november 2016 vid asiatiska mästerskapen i Tokyo var Chang en del av Kinas lag som tog silver i det tekniska programmet, highlight och fri kombination. I juli 2017 vid VM i Budapest var hon en del av Kinas lag som tog guld i fri kombination och silver i det fria programmet.
I augusti 2018 vid asiatiska spelen i Jakarta var Chang en del av Kinas lag som tog guld i lagtävlingen. I juli 2019 vid VM i Gwangju var hon en del av Kinas lag som tog silver i det fria programmet och i fri kombination.
I juni 2022 vid VM i Budapest var Chang en del av Kinas lag som tog guld i både det tekniska och fria programmet. I juli 2023 vid VM i Fukuoka var hon en del av Kinas lag som tog guld i både det fria lagprogrammet och det akrobatiska lagprogrammet. I oktober 2023 vid asiatiska spelen i Hangzhou var Chang en del av Kinas lag som tog guld i lagtävlingen.
I februari 2024 vid VM i Doha var Chang en del av Kinas lag som tog guld i det akrobatiska, det fria samt det tekniska lagprogrammet. Vid olympiska sommarspelen 2024 i Paris var hon en del av Kinas lag som tog guld i lagtävlingen. Vid VM 2025 i Singapore var Chang en del av Kinas lag som tog guld i det fria, tekniska och akrobatiska lagprogrammet.